# منطقة غرب (محافظة كفر الشيخ)
منطقة غرب، أحد تقسيمات محافظة كفر الشيخ في جمهورية مصر العربية. تضم المنطقة 4 مراكز إدارية. عاصمة المنطقة مدينة دسوق.

## جغرافيا
تقع المنطقة ضمن محافظة كفر الشيخ جهة الغرب لتطل على نهر النيل - فرع رشيد. وتضم المنطقة 4 مراكز إدارية تضم 4 مدن  وحيان و31 قرية رئيسية و864 تجمع قروي من قرى وعزب وكفور ونجوع. بلغ إجمالي عدد سكان المنطقة 1,040,274 نسمة حسب الإحصاء الرسمي سنة 2006؛ وذلك في في مساحة 1,410.65 كم²؛ لتقدر الكثافة السكانية بـ 737.4 نسمة/كم².
| م | المركز / القسم | القاعدة الإدارية | مدن | أحياء    | تجمعات قروية | السكان (2006) |
| - | -------------- | ---------------- | --- | -------- | ------------ | ------------- |
| 1 | قسم دسوق       | مدينة دسوق       | 1   | 2        | لا ينطبق     | 106,827 نسمة  |
| 2 | مركز دسوق      | مدينة دسوق       | 0   | لا ينطبق | 299          | 341,093 نسمة  |
| 3 | مركز فوه       | مدينة فوه        | 1   | ـــــ    | 11           | 142,685 نسمة  |
| 4 | مركز مطوبس     | مدينة مطوبس      | 1   | ـــــ    | 202          | 223,795 نسمة  |
| 5 | مركز سيدي سالم | مدينة سيدي سالم  | 1   | ـــــ    | 319          | 332,701 نسمة  |

## تاريخ
تأسست المنطقة بقرار من السيد نصر محافظ كفر الشيخ بتاريخ 6 مارس 2016.

## من بلاد المنطقة

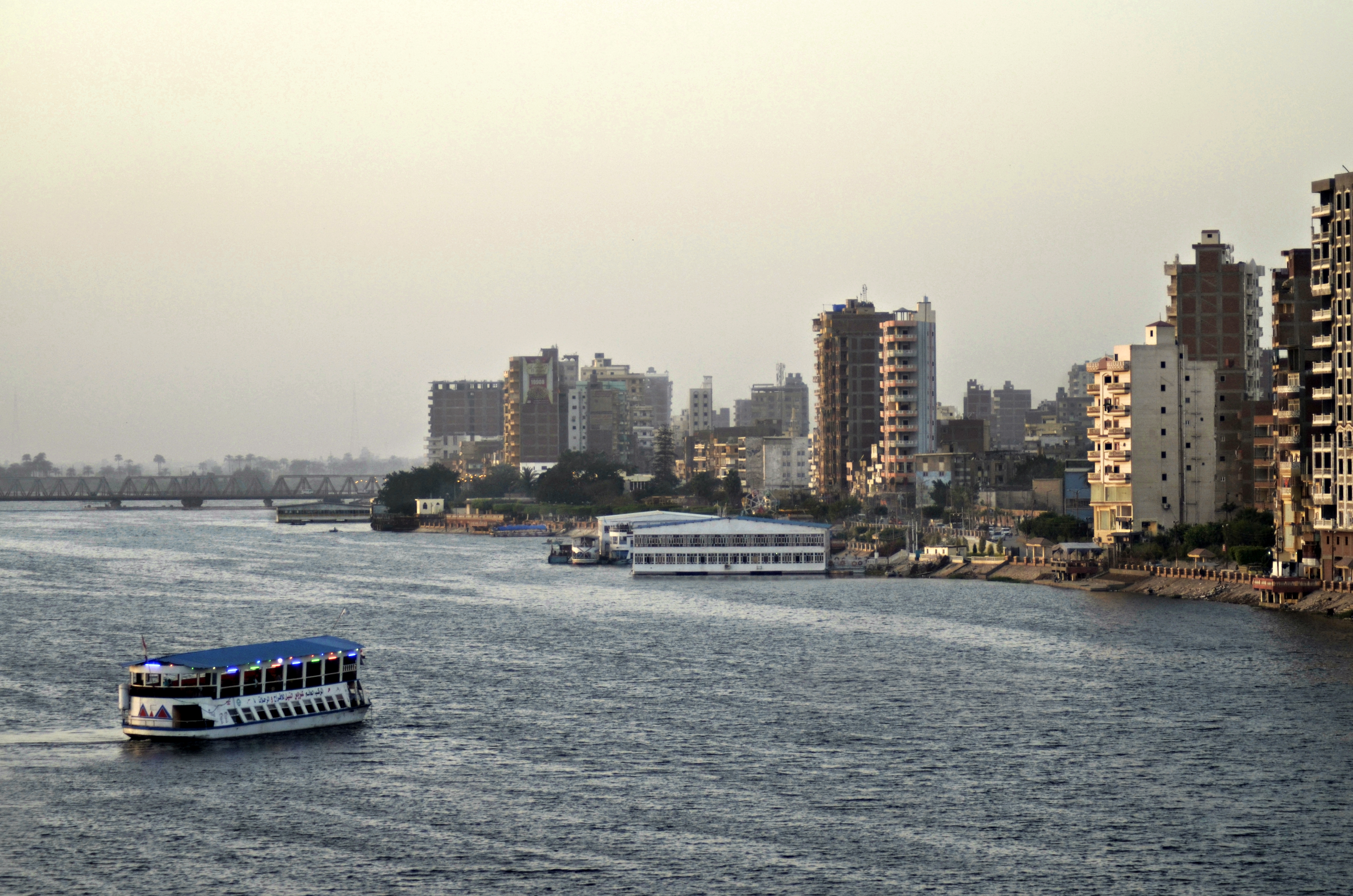
مدينة دسوق (عاصمة المنطقة)
مدينة فوه
مدينة مطوبس
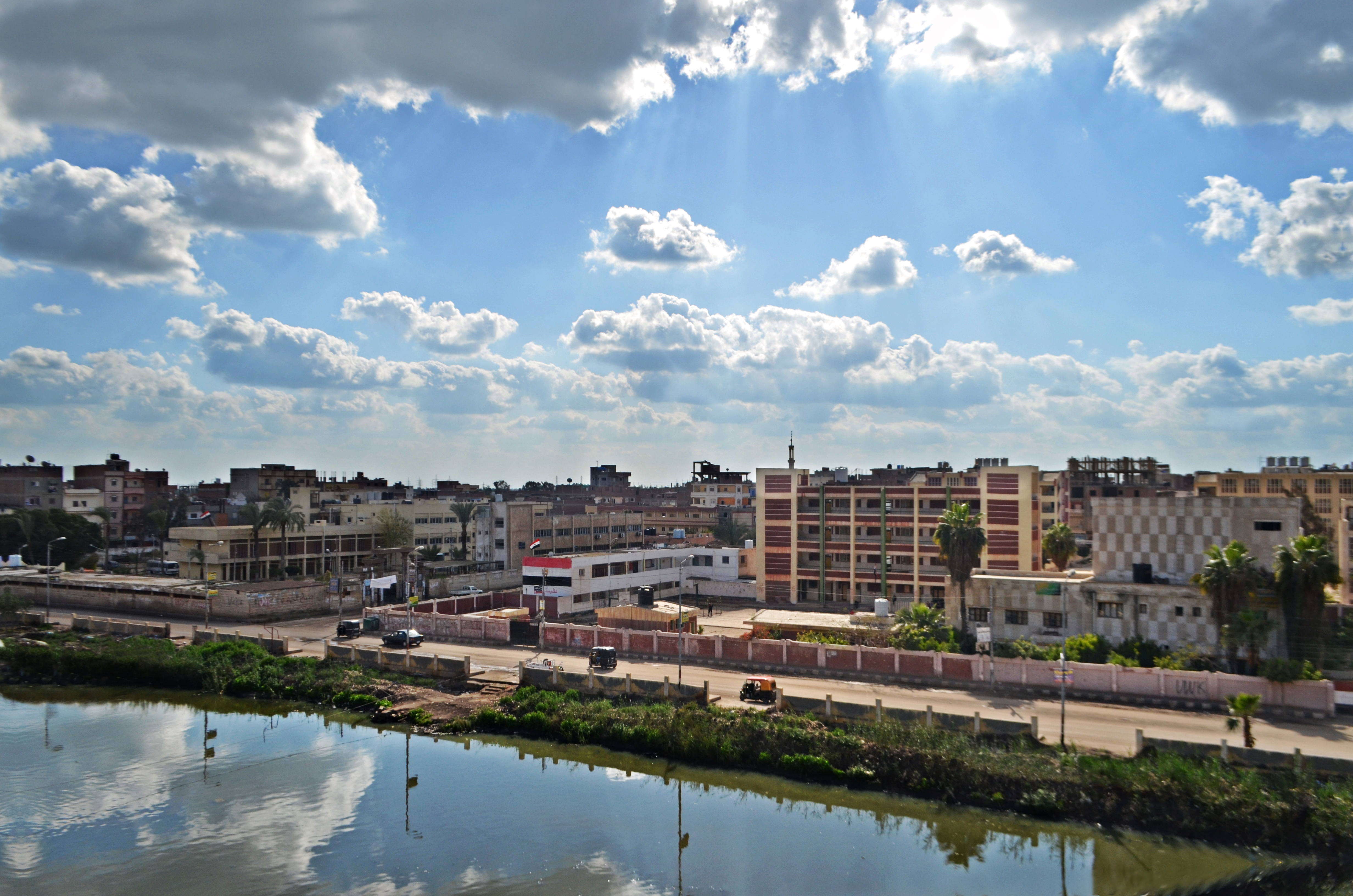
مدينة سيدي سالم
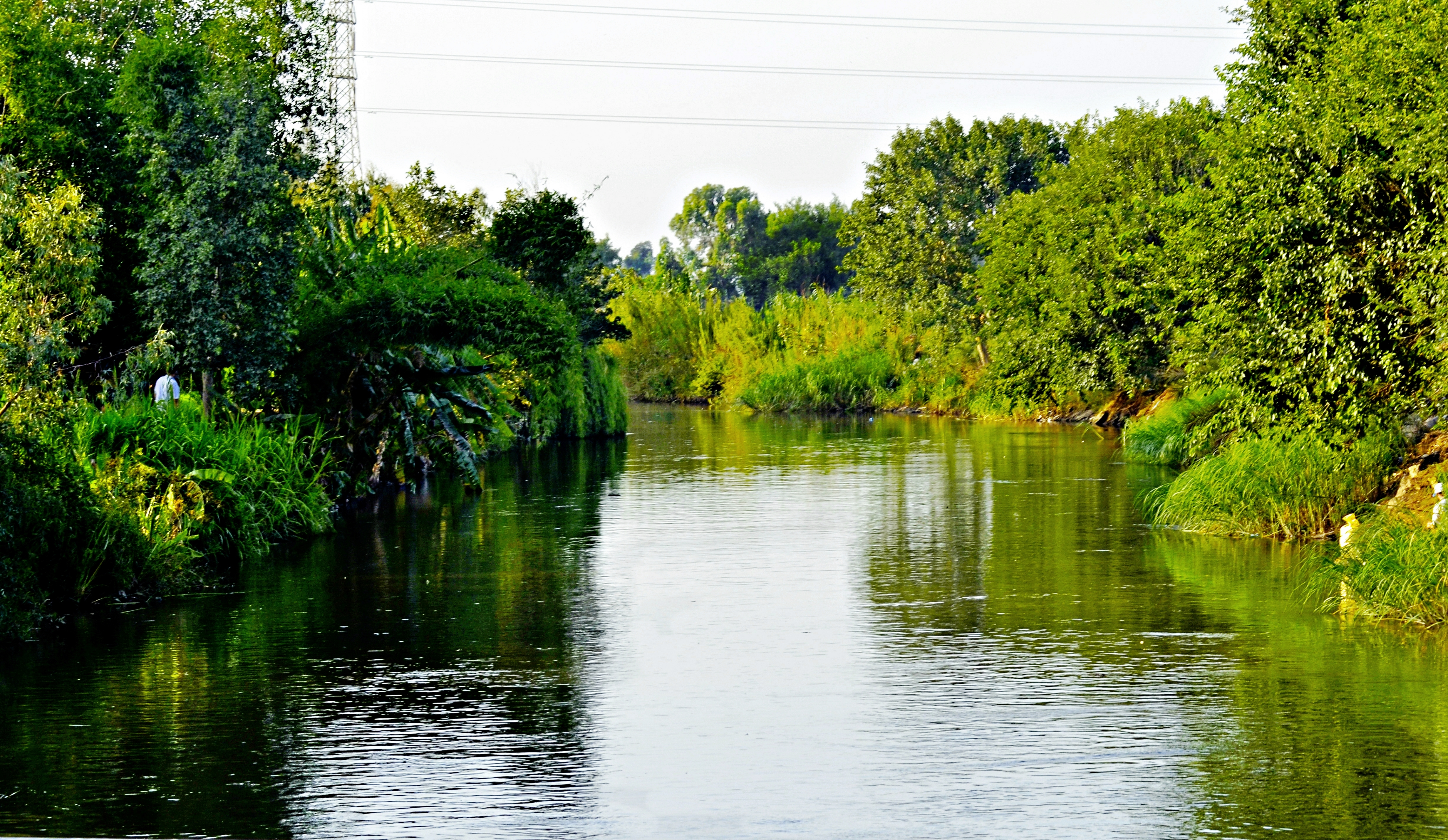
قرية شباس الشهداء
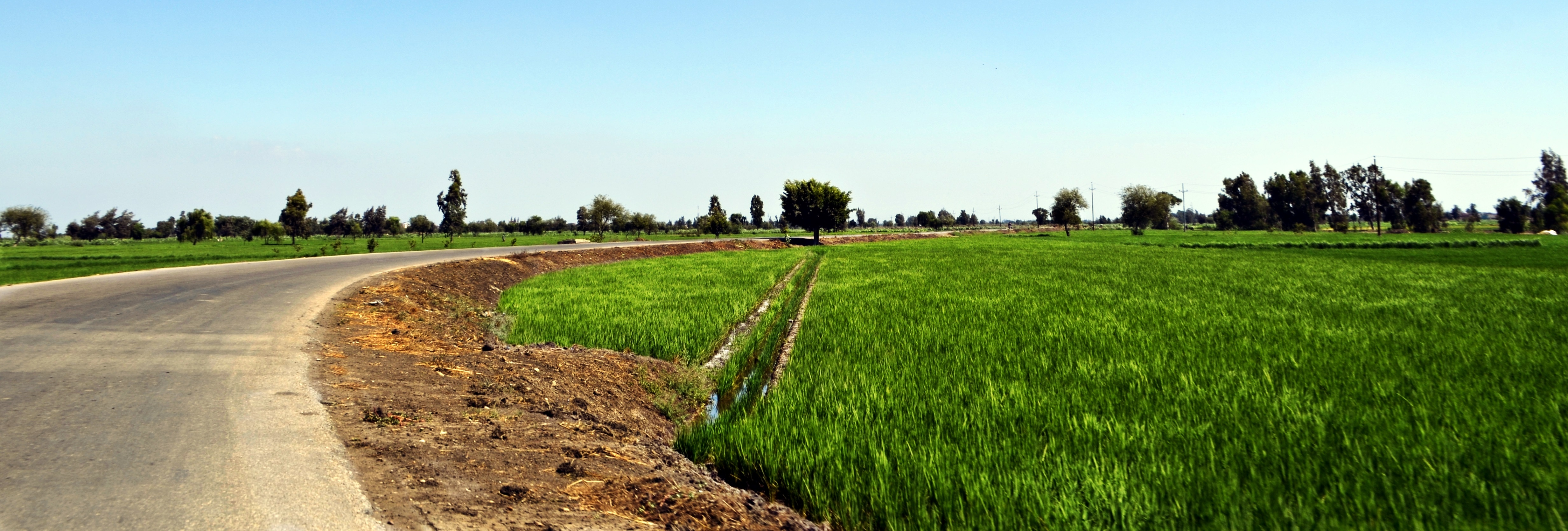
قرية الشباسية
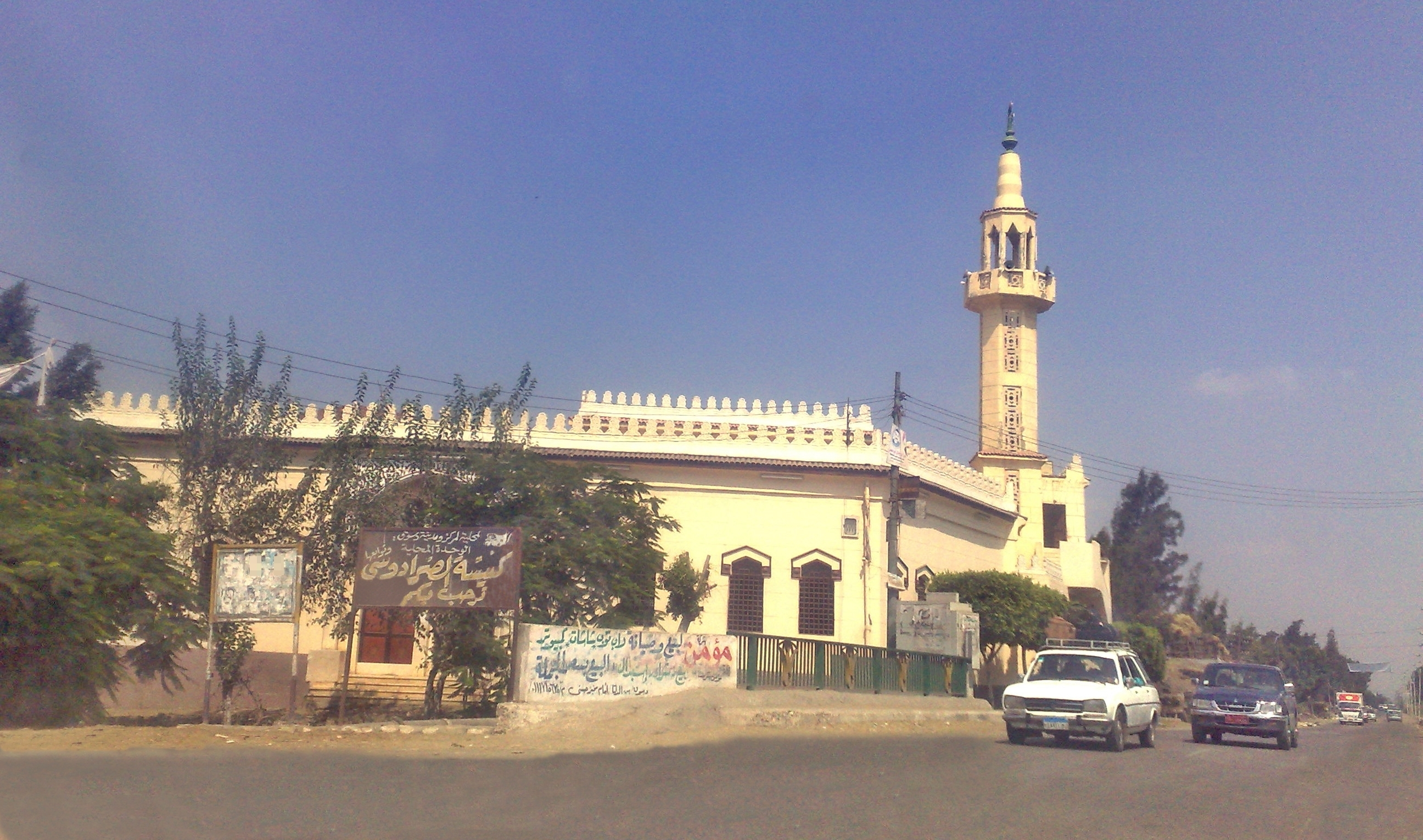
قرية كنيسة الصرادوسي
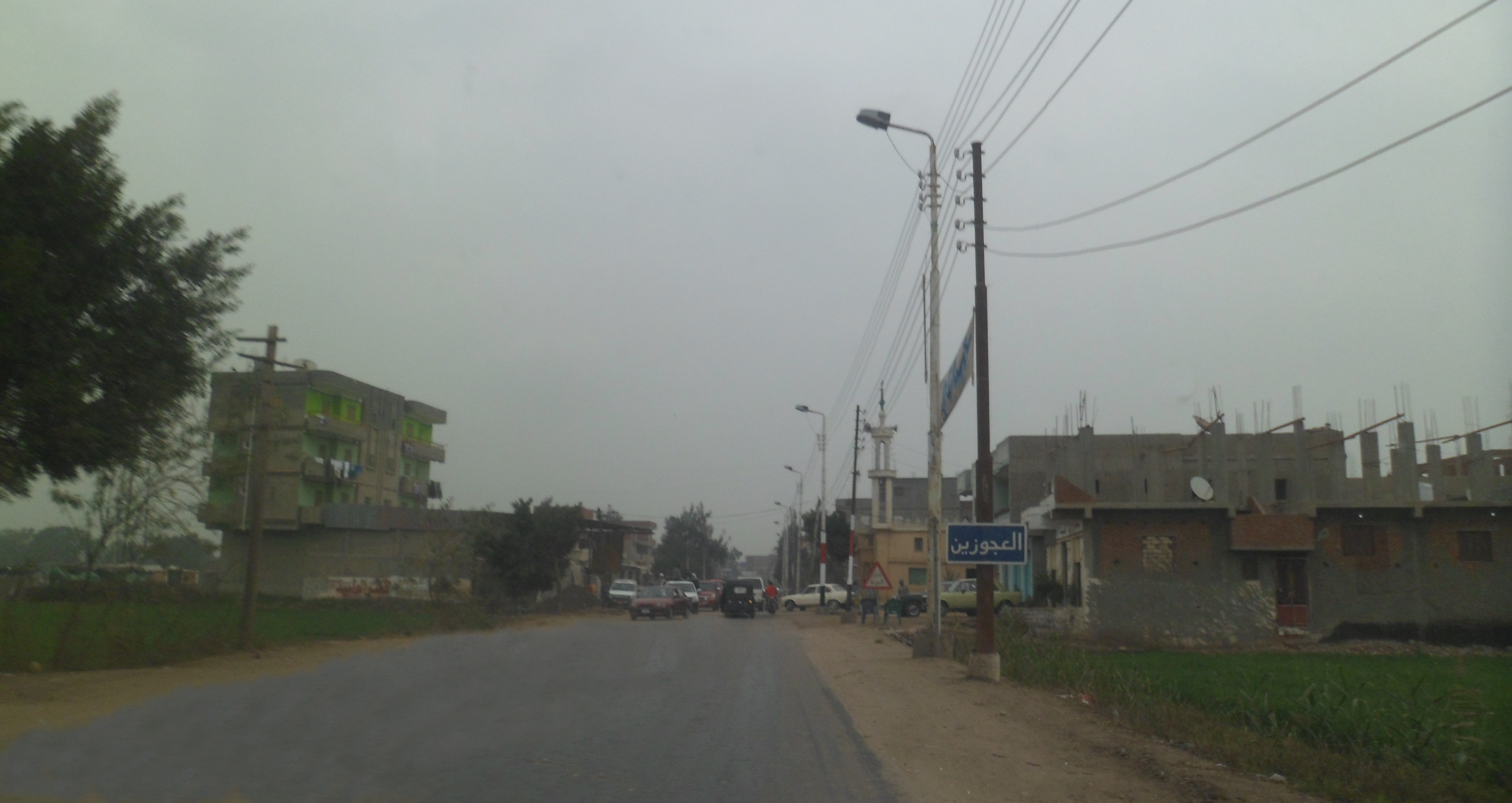
قرية العجوزين
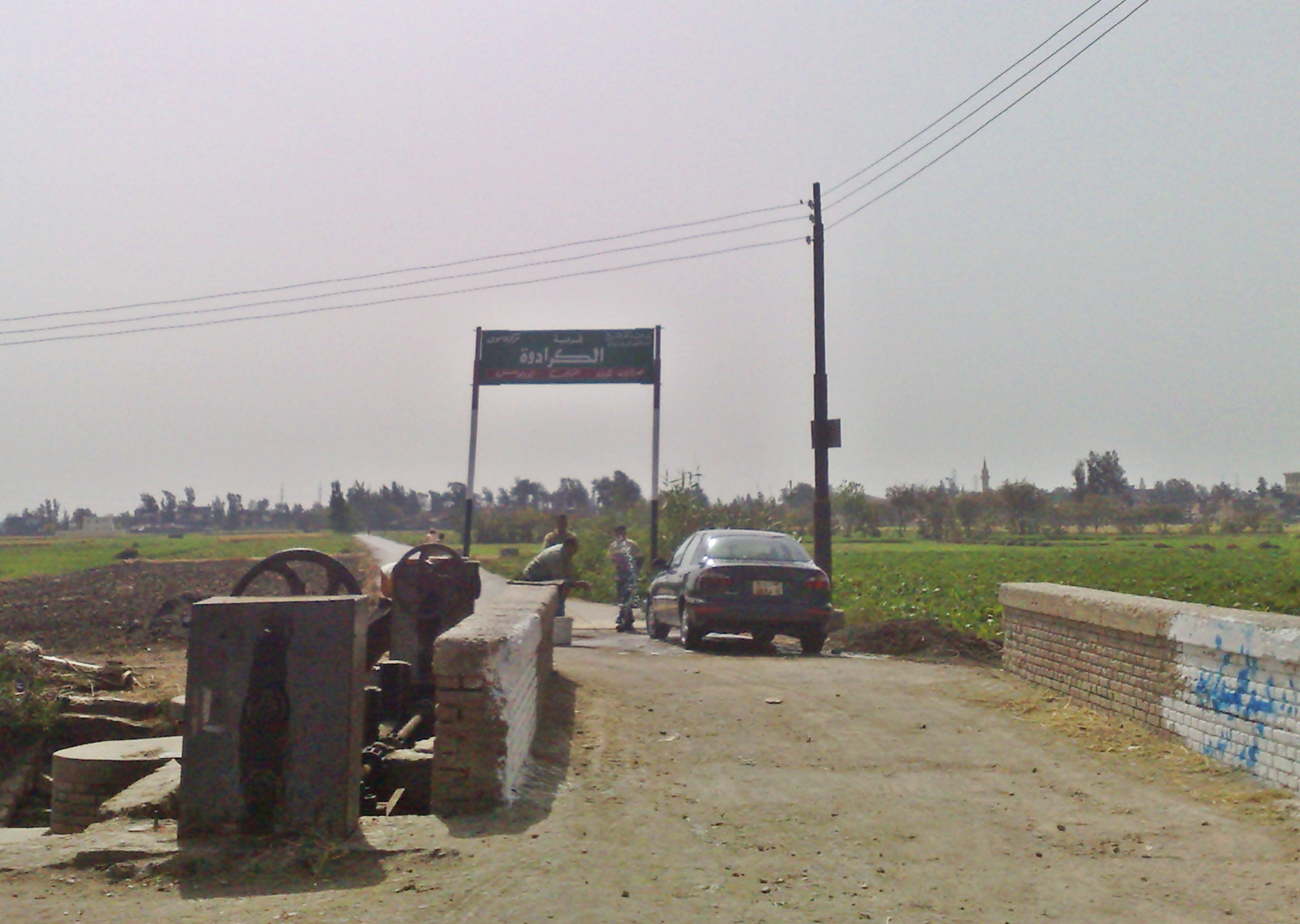
عزبة الكرادوة
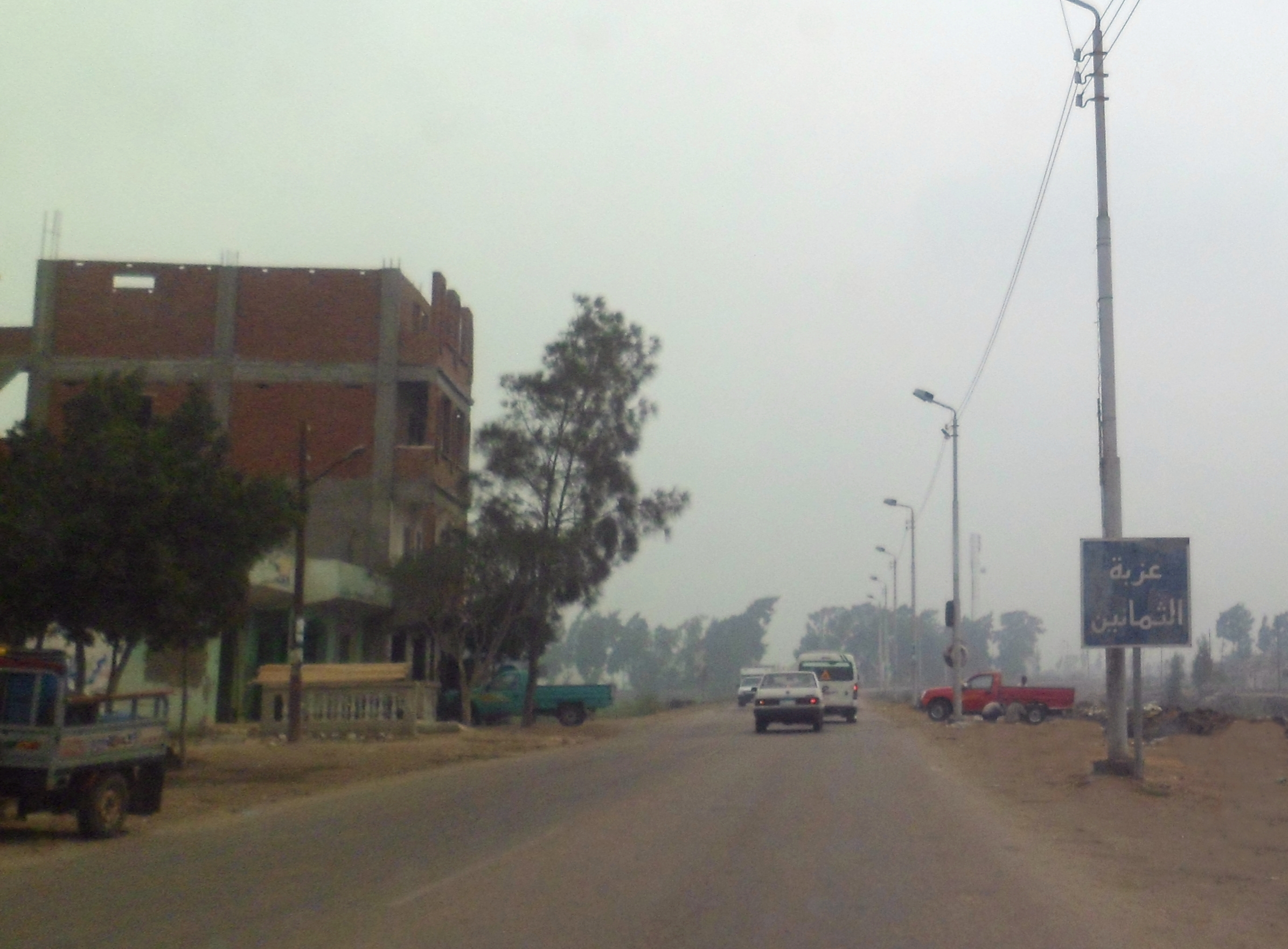
عزبة الثمانين